# Casa Blanca (Texas)
Casa Blanca es un lugar designado por el censo ubicado en el condado de Starr en el estado estadounidense de Texas. En el Censo de 2010 tenía una población de 54 habitantes y una densidad poblacional de 613,22 personas por km².

## Geografía
Casa Blanca se encuentra ubicado en las coordenadas 26°17′52″N 98°36′37″O / 26.29778, -98.61028. Según la Oficina del Censo de los Estados Unidos, Casa Blanca tiene una superficie total de 0.09 km², de la cual 0.09 km² corresponden a tierra firme y (0%) 0 km² es agua.

## Demografía
Según el censo de 2010, había 54 personas residiendo en Casa Blanca. La densidad de población era de 613,22 hab./km². De los 54 habitantes, Casa Blanca estaba compuesto por el 77.78% blancos, el 0% eran afroamericanos, el 0% eran amerindios, el 0% eran asiáticos, el 0% eran isleños del Pacífico, el 22.22% eran de otras razas y el 0% pertenecían a dos o más razas. Del total de la población el 100% eran hispanos o latinos de cualquier raza.